# Salamat (Eishockeyverein)
Salamat war ein finnischer Eishockeyverein aus Kirkkonummi, der 2002 gegründet wurde und zwischen 2003 und 2008 in der Mestis spielte. Im August 2009 wurde der Verein aufgrund einer Insolvenz aufgelöst. Ihre Heimspiele absolvierte die Mannschaft in der Varuboden Areena.

## Geschichte
Der Verein war zunächst in Espoo ansässig und war als EPS (Espoon Palloseura) bekannt. EPS nahm an der Suomi-sarja, der dritten finnischen Spielklasse im Eishockey, teil. 2001 wurde EPS verkauft und nach Kirkkonummi umgesiedelt. Der Name wurde in Salamat geändert.
Neue Besitzer des Teams waren eine lokale Mehrzweckhallen-Betreibergesellschaft, der Teammanager Markku Kulmala sowie der NHL-Spieler Teemu Selänne. 2006 verkaufte Selänne seine Anteile.
2003 stieg der Verein mit dem Meistertitel der Suomi-Sarja in die Mestis auf, an der Salamat bis 2008 teilnahm. Danach folgte der Abstieg in die Suomi-Sarja, bevor der Club im August 2009 aufgrund einer Insolvenz aufgelöst wurde.

## Erfolge
- 2003 Meister der Suomi-sarja

## Bekannte ehemalige Spieler
- Pasi Häkkinen
- Camilo Miettinen
- Sami Ryhänen
- Tomas Sinisalo
- Hayley Wickenheiser
- Martin Zajac